# Vânio de Oliveira
Vânio de Oliveira (Criciúma, 29 de julho de 1953) é um político brasileiro.
Filho de Genésio de Oliveira e Maria M. de Oliveira. Casou com Zulma Felizardo de Oliveira.

## Carreira
Foi deputado à Assembleia Legislativa de Santa Catarina na 11ª legislatura (1987 — 1991).